# Уэто, Ая
Ая Уэто (яп. 上戸 彩 Уэто Ая, род. 14 сентября 1985 года в Токио) — японский идол («айдору»). Известна как поп-певица, музыкант, модель и актриса.

## Жизнь и творчество
Ещё в детстве мать готовила Аю Уэто к карьере на телевидении. В августе 1997 года девочка принимает участие в седьмом конкурсе красоты Zen-Nihon Kokuminteki Bishōjo Contest (全日本国民的美少女コンテスト) и завоёвывает специальный приз жюри. После этого она начинает работать в рекламном бизнесе. В 1999 году Ая вместе с Мами Нэдзики, Май Фудзией и Манами Нисиваки создаёт поп-группу (J-Pop) Z-1, которая после записи пяти синглов распалась. В 2001 она заключает договор с фирмой Pony Canyon и начинает карьеру соло-исполнительницы. Первый соло-сингл Аи Уэто Pureness, вышедший в августе 2002 года, имел шумный успех, заняв 4-е место в чарте синглов Oricon. Выпущенный в марте 2003 первый альбом Уэто Ayaueto занял пятое место в чарте альбомов в Японии 2003 года. Впоследствии Ая Уэто выпускает множество как новых синглов, так и новые альбомы.
Как актриса впервые снялась в 2000 году в телесериале Namida o fuite для Fuji Television, в котором главную роль сыграл Ёсукэ Эгути. Участие в других сериалах на телевидении принесли Ае Уэто широкую известность. В телеверсии манга-серии Ace o Nerae в 2004 году девушка играет главную роль — теннисистки Хироми Оки. Уэто пишет также сингл сопровождения для этого сериала, Ai no tame ni., занявший в чарте синглов версии Oricon шестое место и по уровню продаж превзошедший доселе наиболее успешный сингл певицы, Pureness (до 100000 проданных дисков). Через месяц после создания Ai no tame ni. выходит в свет альбом с этой песней, Message, занявший также шестое место в списке Oricon.
В дальнейшем Ая Уэто продолжает сниматься в телесериалах, создаваемых на основе спортивных манг — например, в апреле-июне 2005 года в 11-серийном волейбольном сериале Attack No. 1, где она вновь играет главную роль. Здесь она также исполняет свой сингл Yume no Chikara, вышедший на седьмое место в чарте синглов Oricon, и проданный в более чем 85 тысячах экземпляров.
В 2003 году Ая Уэто снимается в фильме Azumi кинорежиссёра Рюхэя Китамуры, представлявшем собой киноверсию манга-серии Ю Коямы о средневековой Японии, десяти детях-сиротах и искусстве боевых единоборств. За эту роль Уэто была награждена премией Японской академии киноискусства в таких категориях как лучший молодой исполнитель и наиболее популярный актёр, а также номинирована на категорию лучшая исполнительница главной роли. В 2005 году выходит продолжение Azumi — Azumi 2 – Death or Love, в котором Ая Уэто также снимается в главной роли. В 2004 она исполняет главную роль в фильме Install, снятом режиссёром Кэем Катаокой по бестселлеру писательницы Рисы Ватаи.
Работая моделью в рекламном бизнесе, в 2003 году Ая Уэто заработала 30 миллионов иен. В 2004 году, представляя десять различных фирм, она получила 45 миллионов иен.

## Фильмография (избранное)
- 1999: Satsujinsha — Uragiri no kyoudan
- 2000: Namida o fuite (телесериал)
- 2001: 3-nen B-gumi Kimpachi-sensei 6 (телесериал)
- 2001: Yome wa mitsuboshi (телесериал)
- 2002: My Little Chef (телесериал)
- 2003: Kōkō kyōshi (телесериал)
- 2003: Azumi
- 2003: Hitonatsu no Papa e (телесериал)
- 2003: Satoukibi batake no uta
- 2004: Ace wo nerae!(телесериал)
- 2004: Install
- 2004: Ace wo nerae! Kiseki e no chōsen
- 2005: Utsubo (телесериал)
- 2005: Koto
- 2005: Azumi 2 – Death or Love
- 2005: Ashita-Genki (телесериал)
- 2005: Attack No. 1 (телесериал)
- 2006: Tsubasa no oreta tenshitachi (телесериал)
- 2006: Atenshon puriizu (телесериал)
- 2007: Ri Kouran (телесериал)
- 2007: Hotelier (телесериал)

## Дискография

### Альбомы
| Время выхода     | Наименование                        | Чарт-позиция | Продажи в Японии |
| ---------------- | ----------------------------------- | ------------ | ---------------- |
| 12 марта 2003    | AYAUETO                             | 5            | 54.000           |
| 03 марта 2004    | MESSAGE                             | 6            | 75.000           |
| 08 декабря 2004  | Re.                                 | 19           | 35.000           |
| 24 августа 2005  | UETOAYAMIX                          | 47           | 7.000            |
| 08 марта 2006    | License                             | 19           | 22.000           |
| 20 сентября 2006 | BEST of UETOAYA -Single Collection- | 5            | 48.000           |

### Синглы
| Время выхода    | Название                              | Чарт-позиция | Продажи в Японии |
| --------------- | ------------------------------------- | ------------ | ---------------- |
| 28 августа 2002 | Pureness                              | 4            | 96.000           |
| 07 ноября 2002  | kizuna                                | 5            | 57.000           |
| 26 февраля 2003 | Hello                                 | 10           | 41.000           |
| 14 мая 2003     | MESSAGE/PERSONAL                      | 10           | 28.000           |
| 27 августа 2003 | Kansho/MERMAID                        | 9            | 40.000           |
| 27 ноября 2003  | Binetsu                               | 14           | 24.000           |
| 04 февраля 2004 | Ai no Tame ni.                        | 6            | 99.000           |
| 16 июня 2004    | Kaze/Okuru Kotoba                     | 8            | 44.000           |
| 28 июля 2004    | Afuresou na Ai, Daite/Namida wo Fuite | 10           | 34.000           |
| 27 ноября 2004  | Usotsuki                              | 12           | 26.000           |
| 08 июня 2005    | Yume no Chikara                       | 7            | 85.000           |
| 03 августа 2005 | Kaze wo Ukete                         | 17           | 27.000           |
| 15 февраля 2006 | Egao no Mama de                       | 15           | 13.000           |
| 14 марта 2007   | way to heaven                         | 20           | 12.000           |
| 30 мая 2007     | Namida no Niji/SAVE ME                | 17           | 13.000           |
| 03 июня 2009    | Smile for                             | TBA          | TBA              |

## Дополнения
- Официальный сайт Аи Уэто (на японском языке)